# Kolossos Rhodos
Kolossos Rhodos ist eine griechische Basketballmannschaft von der Insel Rhodos. Kolossos spielt derzeit in der A1 Ethniki, der ersten griechischen Liga.

## Geschichte
Der Verein wurde 1963 gegründet und bediente anfänglich auch Sportarten wie Leichtathletik, Volleyball oder Radsport. Anfang der 1980er Jahre wurde auch Judo angeboten. Mit der Zeit verloren aber die einzelnen Abteilungen an Bedeutung. Heute liegt das ganze Augenmerk des Vereins auf der Basketballabteilung.
Die geographisch abgelegene Lage sowie die begrenzten finanziellen Mittel ließen für den Verein über Jahre keine besondere Rolle im griechischen Basketball einnehmen. Zwar konnte der Verein eine Reihe von regionalen Turnieren gewinnen, außerhalb der Dodekanes aber nahm kaum jemand Kolossos wahr. Dies änderte sich jedoch 1976. Als erstes Team, welches in der Ägäis beheimatet war, stieg man in die B Ethniki Griechenlands auf, welche die dritthöchste Spielklasse ist. In den Folgejahren war die Geschichte des Vereins von häufigen Ab- und Aufstiegen geprägt.
2000 wurde Kostas Kostaridis wurde neuer Präsident. Kostaridis tauschte nahezu die gesamte Vereinsführung aus und gab den Aufstieg in die A2 Ethniki als Ziel des Vereins vor. Als Trainer wurde Charis Papazoglou verpflichtet, der vier Jahre zuvor als Co-Trainer unter Bozidar Maljkovic mit Panathinaikos Athen Europameister wurde. Mit ihm schaffte man den ungefährdeten Aufstieg in die B Ethniki.
2003 wurde der in Zypern aktive Trainer Vasilios Frangias verpflichtet. Unter seiner Führung stieg der Verein 2004 in die A2 Ethniki auf. 2005 sicherte sich der Verein die Meisterschaft in der A2 Ethniki und stieg damit in die höchste griechische Spielklasse auf.
Seine bisher erfolgreichste Saison in der A1 Ethniki hatte der Verein in der Saison 2011/12, als man die reguläre Saison mit dem dritten Tabellenplatz abschloss. In den darauf folgenden Play-offs schied der Verein im Viertelfinale gegen Panathinaikos aus.
Im Sommer 2019 fusionierte der AE Holargos mit dem Klub Kolossos und ging in diesem auf.

## Bedeutende oder bekannte ehemalige Spieler
- Antonios Asimakopoulos (2007–2012)
- Mike James (2013)
- Giorgos Kalaitzis (2011–2013)
- Nestoras Kommatos (2013–2014)
- Dimitrios Mavroeidis (2018–2019)
- Nikolaos Pappas (2009–2011)
- Drazan Tomic (2006)
- Milan Tomic (2006)
- Panagiotis Vasilopoulos (2016–2017)
- Vasilios Xanthopoulos (2020–2022)

## Bedeutende ehemalige Trainer
- Evangelos Alexandris
- Nikos Vetoulas